# Metánium
A metánium összetett kation, képlete CH+5 (metastabil átmeneti változat, ahol a szénatom kovalensen kötődik 5 hidrogénhez) vagy CH3H+2 (fluxiós változat, ahol egy szénatom kovalensen kötődik 3 hidrogénatomhoz és egy hidrogénmolekulához), töltése +1. Szupersav és egyike az óniumionoknak, ezen belül is a legegyszerűbb karbóniumion.
Erősen instabil és reaktív a teljes oktett ellenére, így szupersav.
A metánium laboratóriumban ritka gázként vagy szupersavakban híg oldatként állítható elő. 1950-ben állították elő Viktor Talroze és társa, Anna Konsztantyinovna Ljubimova, a tanulmányt 1952-ben közölték. Kémiai reakciókban köztitermékként fordul elő.
A metániumion a metánról (CH4) kapta nevét az ammóniumion (NH+4) mintájára.

## Szerkezet
A fluxiós metánium tekinthető CH+3 (metil katon dihidrogénkomplexének az üres pályán 3 központú 2 elektronos kötésben: a kötő elektronpárt a H2 megosztja a két H-atom és a szén közt.
A hidrogénmolekula két hidrogénatomja a CH+3 ion 3 hidrogénatomjával folyamatosan, alacsony aktivációs energiával, így alacsony hőmérsékleten is helyet cserélhet (pszeudorotáció, egész pontosan a Berry-mechanizmus). Az alapállapotú metániumion így fluxiós molekula.
Infravörös spektroszkópia révén információ szerezhető a különböző metániumkonformációkról. A metán IR spektruma két C–H sávval rendelkezik szimmetrikus és aszimmetrikus nyúlással 3000 cm−1-nél és 2 másikkal 1400 cm−1-nél szimmetrikus és aszimmetrikus hajlási vibrációkból. A CH+5 spektruma 3 aszimmetrikus nyúlási vibrációt tartalmaz 2800-3000 cm−1-nél, egy szögváltozásival 1300 cm−1-nél és hajlásival 1100-1300 cm−1-nél.

## Előállítás
A metánium metánból állítható elő nagyon erős savakkal, például fluor-antimonsavval (hidrogén-fluoridos (HF) antimon-pentafluorid- (SbF5-) oldat).
Nagyjából 270 Pa nyomáson standard hőmérsékleten a metánion (CH+4) reagál a semleges metánnal metániumot és metilgyököt adva:
{\displaystyle {\ce {CH4+ +CH4 -> CH5+ +CH3}}}

## Stabilitás és reakciók
A metán SbF5 és HF reakciójával kapott kationokat, például a metániumot stabilizálják a HF-dal való interakciók.
Alacsony nyomáson (1 mmHg körül) és normál hőmérsékleten a metánium nem reagál a semleges metánnal.

## Fordítás
Ez a szócikk részben vagy egészben  a   Methanium című angol Wikipédia-szócikk ezen változatának fordításán alapul.  Az eredeti cikk szerkesztőit annak laptörténete sorolja fel. Ez a jelzés csupán a megfogalmazás eredetét és a szerzői jogokat jelzi, nem szolgál a cikkben szereplő információk forrásmegjelöléseként.